# 石井省一郎
石井 省一郎（いしい しょういちろう、1842年2月8日（天保12年12月28日） - 1930年（昭和5年）10月20日）は、幕末の小倉藩士、明治期の内務官僚、政治家。官選県知事、貴族院勅選議員。錦鶏間祗候。

## 経歴
豊前国企救郡（現・福岡県北九州市）において小倉藩士の家に生まれる。第二次長州征討において長州藩との停戦に尽力した。
明治2年（1869年）、明治政府に出仕し民部官書記となる。以後、民部兼大蔵大録、監督大佑、庶務大佑、土木権正、土木権頭、内務権大書記官などを歴任し、1877年、初代の内務省土木局長に就任。「土木の石井」と称された。その後、西南戦争時に熊本県権令心得として務めた。
1884年2月に岩手県令に就任。以後、岩手県知事、茨城県知事を歴任。1896年1月16日、錦鶏間祗候を仰せ付けられた。1897年12月23日、貴族院勅選議員に任じられ、同和会に属し死去するまで在任した。墓所は青山霊園。

## 栄典・授章・授賞
位階
- 1886年（明治19年）10月28日 - 従四位[5]
- 1892年（明治25年）2月13日 - 正四位[6]

勲章等
- 1885年（明治18年）4月7日 - 勲三等旭日中綬章[7]
- 1889年（明治22年）11月25日 - 大日本帝国憲法発布記念章[8]
- 1916年（大正5年）4月1日 - 旭日重光章[9]